# ロバート・キーセル
ロバート・キーセル（Robert Allan "Bob" Kiesel、1911年8月30日 - 1993年8月6日）は、アメリカ合衆国の陸上競技選手である。彼は、1932年に開催されたロサンゼルスオリンピックの男子4×100mリレー走で金メダルを獲得した。

## 経歴
カリフォルニア大学の学生だったキーセルは、IC4A（en:IC4A）主催の競技会で1932年に220ヤード走、1934年には100メートル走と200メートル走に優勝した経験があったが、その他の主要な競技会での優勝経験はなかった。キーセルは4×100mリレー走のメンバーに選ばれて、オリンピックに出場することになった。
ロサンゼルスオリンピックの4×100mリレー走は、ロサンゼルス・メモリアル・コロシアムを会場として1932年8月6日（予選）と8月7日（決勝）の日程で実施された。この種目には8つの国の代表チームが出場した。アメリカ合衆国代表チームは彼の他にエメット・トッピーノ、ヘクター・ダイヤー、フランク・ワイコフというメンバーで構成され、キーセルは第1走者となった。
8月6日に実施された予選で、アメリカ合衆国代表チームは第1組で当時の世界記録となる41秒22を出して1位となり、翌日の決勝に進んだ。8月7日の決勝では、さらにその記録を短縮して40秒1の世界新記録で2位のドイツ代表チーム（40秒9）、3位のイタリア代表チーム（41秒2）などを抑えて金メダルを獲得した。
大学卒業後、キーセルは塗料製造会社で1941年まで働き、兵役に就いた後はユタ州で投資事業などを手掛けて23年間を過ごした。その後アイダホ州ボイシに所有していた農場で余生を過ごし、その地で1993年に死去している。